# Létající Finové

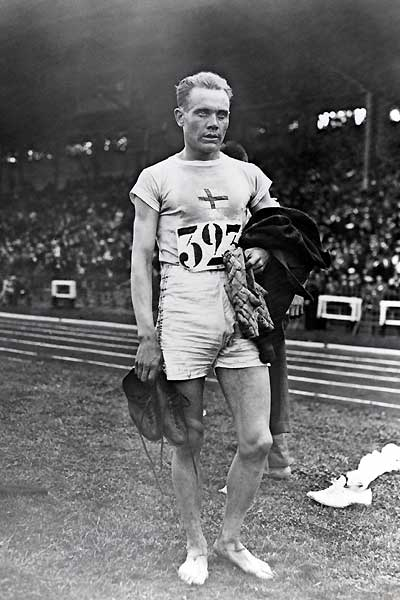
Paavo Nurmi na Olympiádě 1924 v Paříži

Označení „Létající Finové“ (finsky: Lentävä suomalainen, švédsky: Flygande finländaren) se používá jako přezdívka pro některé finské sportovce, kteří vítězili v závodech, ve kterých je rozhodující rychlost (například běh a motoristické sporty). Původně se tento termín používal pouze pro běžce na střední a dlouhé tratě, avšak později se toto označení přeneslo i na některé závodníky v motoristickém sportu.
Létající Fin (Flying Fin) je také název dokumentu pojednávajícího o historii sportu ve Finsku, který je také zároveň prvním finským dokumentem v angličtině natočeným ve Finsku.

## Létající Finové v atletice

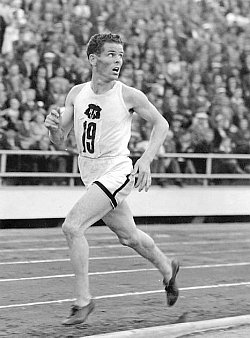
Taisto Mäki jako první na světě dobíhá 10 000m trať pod 30 minut

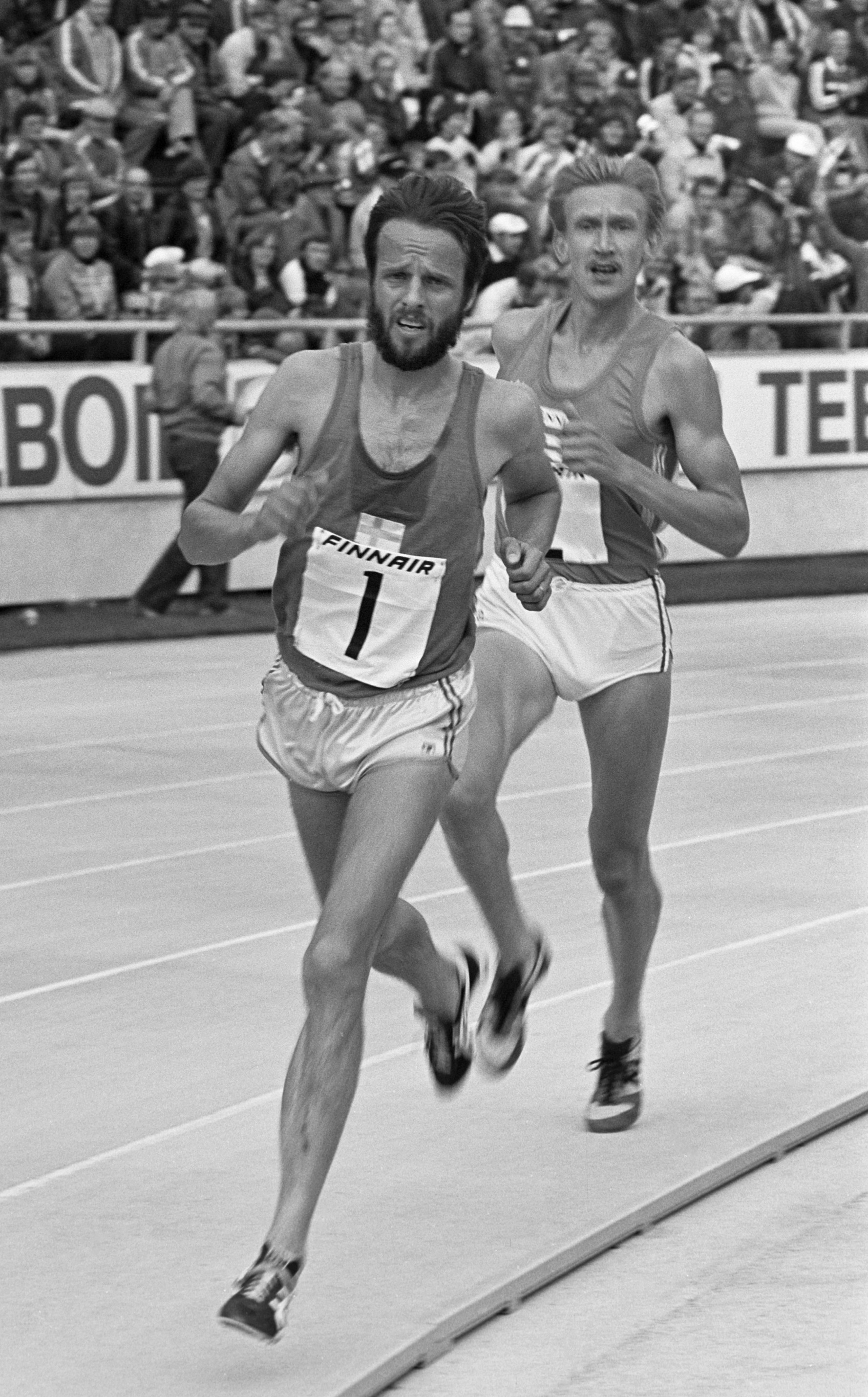
Lasse Virén na první pozici

Jako Létající Fin byl prvně pojmenován běžec na dlouhé a střední tratě Hannes Kolehmainen, který je též znám jako „Smějící se Hannes“ (Smiling Hannes). Svoji přezdívku obdržel díky svým úspěchům na Olympijských hrách 1912 ve Stockholmu, ve kterých zvítězil ve třech běžeckých disciplínách a vytvořil dva nové světové rekordy. S nastupující dominancí finských běžců se jako Létající Finové začali označovat další úspěšní finští běžci, jakými ve dvacátých letech byli například Paavo Nurmi a Ville Ritola. Nurmi získal tři zlaté medaile na Olympiádě 1920 v Antverpách a pět zlatých medailí na Olympiádě 1924 v Paříži a Ville Ritola na Olympijských hrách 1924 v Paříži zvítězil ve čtyřech různých běžeckých disciplínách. Díky těmto úspěchům začali být veřejností označováni jako další Létající Finové. Dalším Létajícím Finem se stal jeden z nejznámějších běžců třicátých let Volmari Iso – Hollo, který na Olympijských hrách 1932 a 1936 zvítězil v běhu na 3000 m překážek. Taisto Mäki byl během svého turné po Spojených státech amerických často označován za Létajícího Fina, neboť v té době držel pět světových běžeckých rekordů. Posledním běžcem označovaným jako Létající Fin byl Lasse Virén, který vyhrál běh na 5000 m a 10 000 m na Olympijských hrách 1972 a 1976.

## Létající Finové v motoristickém sportu

### Rallye

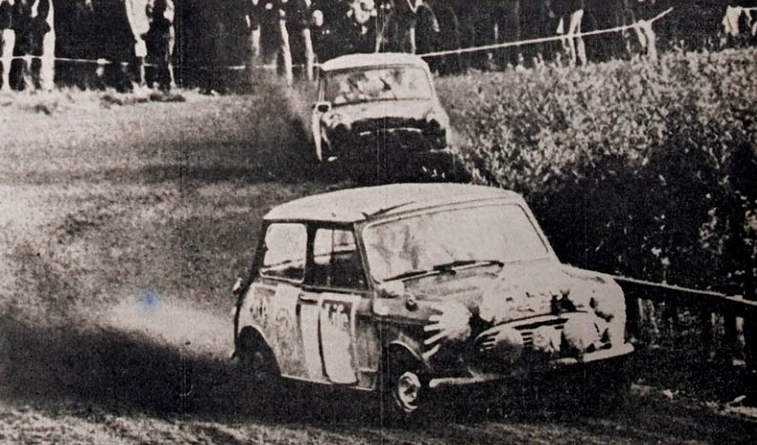
Timo Mäkinen a Rauno Aaltonen v závodě Finská rallye (Rallye tisíce jezer), 1965

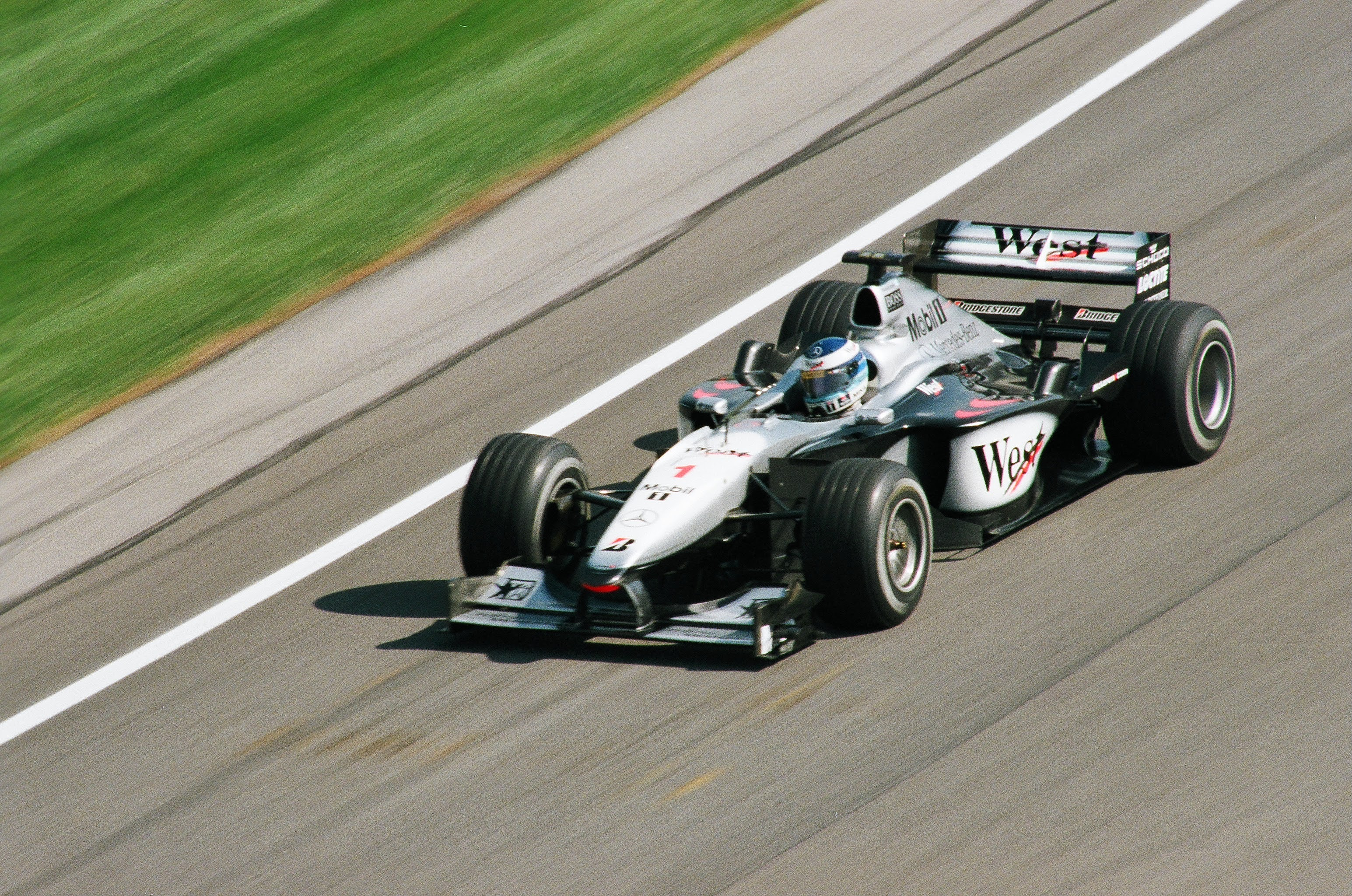
Mika Häkkinen na Grand Prix 2000 ve Spojených státech amerických

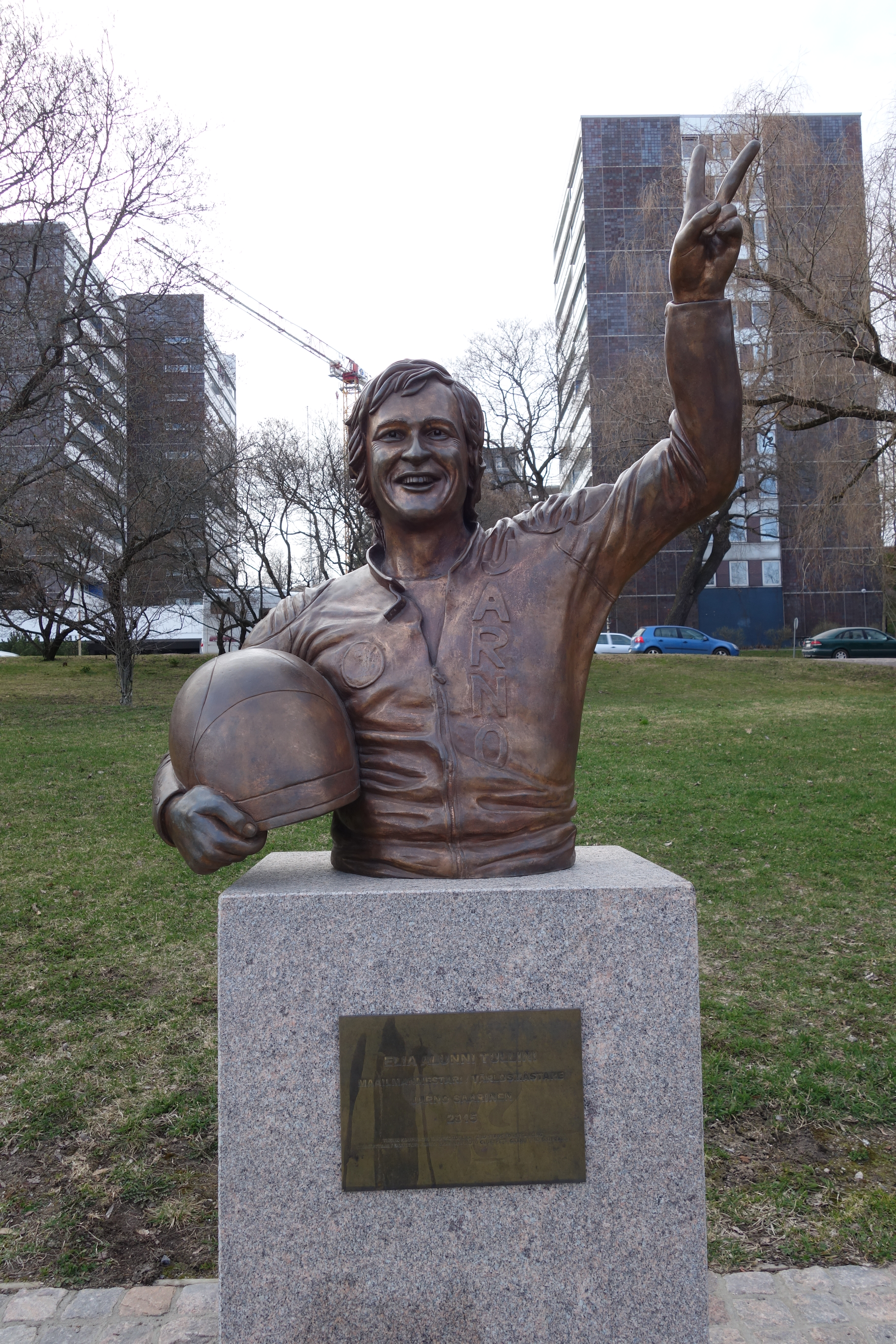
Socha Jarna Saarinena v jeho rodném Turku v Barkerském parku, Finsko

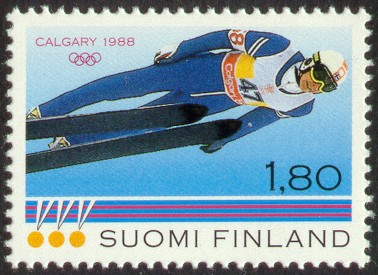
Poštovní známka s Mattim Nykänenem na Olympijských hrách v Calgary

Jako Létající Finové začali být označováni finští závodníci rallye v šedesátých letech, jejichž závodní úsilí měla tato přezdívka vystihovat. Mezi první rallye jezdce přezdívanými jako Létající Finové byli Timo Mäkinen, Rauno Aaltonen a Simo Lampinen. V roce 1968 britská ropná společnost Castrol vydala film „Létající Finové“ (The Flying Finns), ve kterém je zachycen souboj jezdců Hanna Mikkoly a Tima Mäkinena v závodě Finská rallye (dříve nazývaném Rallye tisíce jezer). Označením Létající Finové se přezdívala i další generace finských rallye jezdců, do které mezi jinými patřili i čtyřnásobní mistři světa v rallye Juha Kankkunen a Tommi Mäkinen.

### Formule 1
Prvním jezdcem formule 1, který byl přezdíván jako Létající Fin, se stal Leo Kinnunen, který měl tato slova napsaná na své helmě během svého vítězství na Mistrovství světa sportovních vozů v roce 1970, kdy jel za stáj Porsche. Avšak kvůli svému týmu Surtees, který nebyl schopný Kinnunena plně podporovat, nemohl Kinnunen proměnit své úspěchy v závodech sportovních vozů v úspěšnou kariéru jezdce formule 1. V osmdesátých letech začal být Keke Rosberg přezdíván Létajícím Finem, neboť po svém vítězství na mistrovství světa F1 1982 se stal prvním celosvětově známým finským jezdcem. V průběhu toho, jak začali přicházet noví úspěšní finští jezdci, začal být Rosberg označován za „původního Létajícího Fina“.
Mezi další jezdce formule 1, kteří po Rosbergovi získali přezdívku Létající Finové, patří dvojnásobný mistr světa z let 1998 a 1999 Mika Häkkinen, mistr světa z roku 2007 Kimi Räikkönen, Mika Salo, Heikki Kovalainen a Valtteri Bottas.

### Létající Finové v motocyklovém sportu
Jako nejúspěšnější Létající Fin na dvou kolech je označován Jarno Saarinen, který je též znám pod přezdívkou „Baron“, v roce 1972 zvítězil na mistrovství světa v jízdě na zpevněných cestách v kategorii 250cc jako privateer a v kategorii 350cc obsadil druhou pozici, kdy nad ním s těsným rozdílem zvítězil Ital Giacomo Agosti. Saarinen zemřel v roce 1973, kdy právě zastával první pozici na mistrovství světa v kategorii 250cc a 500cc. Za svůj život závodil pouze tři roky, avšak navždy se zapsal do historie motocyklového sportu zejména pro vynalezení nového stylu jízdy, který se používá dodnes, při kterém závodník vyčnívá nad motocyklem s kolenem blízko zemi. V sedmdesátých letech Heikki Mikkola vyhrál čtyři motocyklistická mistrovství světa, za což si vysloužil přízvisko Létající Fin. Mika Kallio, který v letech 2005 a 2006 zvítězil na mistrovství světa v kategorii 125cc, také začal být přezdíván jako Létající Fin. Posledním motocyklovým jezdcem s přezdívkou Létají Fin byl Mauno Hermunen, který na světové sérii supermoto v roce 2010 obsadil třetí pozici a v roce 2011 skončil na sedmé pozici.

### Létající Finové ve fotbale
Shefki Quki, který hrál za fotbalový klub Hibernian FC, si vysloužil přezdívku Létajícího Fina poté, co po vstřelení gólu oslavoval svůj triumf tím, že s roztaženýma rukama skočil po břiše přímo na trávník. Fotbalový fanoušci toto považovali za poněkud zvláštní, avšak nakonec si jeho způsob projevování radosti oblíbili.

## Seznam Létajících Finů

### Běh
- Hannes Kolehmainen - čtyřnásobný olympijský vítěz
- Paavo Nurmi - devítinásobný olympijský vítěz
- Ville Ritola - pětinásobný olympijský vítěz
- Volmari Iso – Hollo - dvojnásobný olympijský vítěz
- Taisto Mäki - olympijský vítěz
- Lasse Virén - čtyřnásobný olympijský vítěz

### Motoristický sport
- Timo Mäkinen - jezdec rallye
- Rauno Aaltonen - jezdec rallye
- Markku Alén - jezdec rallye
- Marcus Grönholm - dvojnásobný mistr světa v rallye
- Mikko Hirvonen  - jezdec rallye
- Joonas Kylmäkorpi - čtyřnásobný mistr světa na dlouhé trati
- Jari-Matti Latvala - jezdec rallye
- Tommi Mäkinen - čtyřnásobný mistr světa v rallye
- Heikki Mikkola - čtyřnásobný mistr světa v motokrosu
- Keke Rosberg - mistr světa F1
- Jarno Saarinen - mistr světa v motocyklismu
- Teuvo Länsivuori - motocyklista na zpevněných cestách
- Juha Kankkunen - čtyřnásobný mistr světa v rallye
- JJ Lehto - dvojnásobný mistr světa Le Mans a umístění na pódiu F1
- Juha Salminen - dvanáctinásobný mistr světa v enduru
- Timo Salonen - jezdec rallye
- Mika Salo - dvojnásobný vítěz Le Mans GT2 a umístění na pódiu F1
- Kari Tiainen - sedminásobný mistr světa v enduru
- Henri Toivonen - jezdec rallye
- Ari Vatanen - jezdec rallye
- Sami Seliö - mistr světa F1 Boat
- Mika Häkkinen - dvojnásobný vítěz F1
- Kimi Räikkönen - vítěz F1 a jezdec WRC
- Heikki Kovalainen - vítěz závodu F1 vítěz Super GT
- Valtteri Bottas - vítěz závodu F1

### Zimní sporty
- Janne Ahonen - skokan na lyžích
- Jari Kurri - hokejista
- Matti Nykänen - skokan na lyžích
- Kalle Palander - alpský lyžař
- Teemu Selänne - hokejista
- Kalevi Häkkinen - rychlostní lyžař[10]
- Kaisa Mäkäräinen - biatlonistka (vítězka tří světových pohárů)

### ostatní Létající Finové
- Pertti Karppinen - trojnásobný olympijský vítěz ve veslování
- Jarkko Nieminen - tenista známý pro svoji rychlost
- Makwan Amirkhani - MMA bojovník známý pro svůj útok s kolenem ve vzduchu
- Petteri Räisänen - mileage běžec známý pro svůj Lumo status
- Juho Kuosmanen - finský filmový režisér a scenárista